# مزدة
مزدة مدينة ليبية تقع بمنطقة الجبل الغربي وسكانها حولي 30 ألفاً وهم من قبائل القنطرار والزنتان والمقارحة وأولاد أبوسيف والمشاشية.

## المعالم الأثرية

### قصبةالغزالة
شيدت في أواخر القرن الثامن عشر فيبلغ عمرها حوالي 350 سنة تقريبا، وكانت تستعمل في أغراض حربية والدفاع عن المنطقة ويوجد لها ملحقات، من أهمها قصبتين أصغر منها طولا في نفس المنطقة.

### مسجد عبد الصمد
عمره حوالي 400 سنة وقد شيد قبل القصبة بسنين معدودة.

### مزدة القديمة
بيوت قديمة عمرها يقارب 800 عاماً تقع في وسط المدينة تم بنائها من قبل العثمانيين وهذه البيوت أصبحت من المعالم التاريخية المحمية لدى منظمة اليونيسكو.

### صناعات
كانت تشتهر مدينة مزدة بصناعة البارود عالي الجودة يدوياً، واشتهرت بذلك قبيلة القنطرار بشكل خاص.

### المشاهير
- في حقبة الستينات والسبعينات وأوائل الثمانيات كانت مزدة قرية يربط بين سكانها رابط اجتماعي ومصاهرة وحسن الجوار وكان ما يميز المنطقة في هذه الفترة وجود مشيخة اجتماعية تتولى حل جميع المشاكل و العقبات التي تصادف من وقت لآخر سكان المنطقة وكان من أشهرهم

الحاج محمد الهوش حميدة و الحاج سعد المبروك مكاري والحاج عمران عطية ديرة والحاج علي أحمد كجمان ويمثل هولاء المشائخ قبائل قنطرار والمشاشية والزنتان .
- الشيخ ميلاد خليفة سالم وهو عميد بلدية مزدة سابقاً و من مؤسسي مدينة مزدة الحديثة.
- الشيخ أحمد السني وهو مجاهد وعلّامة حيث كان معلم قرآن الكريم في ذلك العصر فحفط القرآن الكريم عن ما يقارب 100 اسم يحمل اسم (محمد)، وكان مجاهد في ذلك العصر ضد الغزو الأيطالي للمدينة وخاض معارك أهمها معركة مرسيط والتي كان قائدها, وقد نصب لها نُصب نصب تذكاري في تلك منطقة.

## أعلام
- عبد السلام جلود
- أحمد إبراهيم الفقيه